# Фретешть (комуна)
Фретешть, Фретешті (рум. Frătești) — комуна у повіті Джурджу в Румунії. До складу комуни входять такі села (дані про населення за 2002 рік):
- Ремуш (2072 особи)
- Фретешть (2649 осіб)
- Четатя (895 осіб)

Комуна розташована на відстані 53 км на південь від Бухареста, 7 км на північ від Джурджу.

## Населення
За даними перепису населення 2002 року у комуні проживали 5616 осіб.
Національний склад населення комуни:
| Національність | Кількість осіб | Відсоток |
| -------------- | -------------- | -------- |
| румуни         | 5588           | 99,5%    |
| цигани         | 26             | 0,5%     |
| угорці         | 1              | < 0,1%   |

Рідною мовою назвали:
| Мова      | Кількість осіб | Відсоток |
| --------- | -------------- | -------- |
| румунська | 5606           | 99,8%    |
| циганська | 6              | 0,1%     |
| угорська  | 2              | < 0,1%   |
| німецька  | 1              | < 0,1%   |

Склад населення комуни за віросповіданням:
| Релігія            | Кількість осіб | Відсоток |
| ------------------ | -------------- | -------- |
| православні        | 5449           | 97,0%    |
| адвентисти         | 93             | 1,7%     |
| лютерани           | 42             | 0,7%     |
| бретрени           | 22             | 0,4%     |
| римо-католики      | 4              | 0,1%     |
| реформати          | 1              | < 0,1%   |
| п'ятдесятники      | 1              | < 0,1%   |
| греко-католики     | 1              | < 0,1%   |
| атеїсти            | 1              | < 0,1%   |
| не вказали релігію | 1              | < 0,1%   |